# Rhynchospora subdicephala
Rhynchospora subdicephala là loài thực vật có hoa trong họ Cói. Loài này được T.Koyama miêu tả khoa học đầu tiên năm 1976.